# Ahmadu III
Ahmadu III o Hamadu III (mort en juny de 1862) fou emir de Masina, successor del seu pare Ahmadu II a la mort d'aquest el 27 de febrer de 1853. Es va enfrontar amb el gran conqueridor el hajj Umar Tal, al que va voler derrotar mitjançant enganys, però Umar va ocupar Hamdallay (Hamdallahi) el 16 de maig de 1862. Ahmadu III va fugir cap a Tombuctu, però pel camí fou interceptar per les forces d'Umar i executat per orde d'aquest (juny de 1862). El seu oncle Ba Lobbo va assolir la successió i va seguir la lluita.